# Konrad Wilhelm Strecker
Konrad Wilhelm Strecker (* 18. April 1690 in Kirchworbis; † 1765 in Erfurt) war ein deutscher Jurist.
Strecker studierte ab 1708 (1709?) in Mainz Jura und schloss 1717 erfolgreich an der Universität Erfurt mit der Promotion ab. Dort bekam Strecker auch im Anschluss einen Lehrauftrag und den Titel a.o. Prof. der Jurisprudenz.
1721 berief man Strecker als Assessor an das Stadtgericht von Mainz und als solcher wurde er bereits im darauffolgenden Jahr Ratskämmerer. 1729 wählte die juristische Fakultät der Universität Erfurt Strecker zu ihrem Beisitzer, deren Ältester Beisitzer (ein Ehrentitel) er 1735 wurde.
1733 ernannte man Strecker zum Syndikus und nach nur kurzer Zeit zum Vormundschaftskonsulent. Anlässlich seines 50. Geburtstages verlieh man ihm auf Vorschlag der Stadt Mainz den Titel wirklicher kurmainzischer Regierungsrat.
Im Alter von ungefähr 75 Jahren starb der Jurist Konrad Wilhelm Strecker 1765 in Erfurt.